# 白鷹村 (愛知県)
白鷹村（しらたかむら）は、かつて愛知県海東郡にあった村。
現在のあま市（西今宿）と、清須市（土田・上条・廻間）に該当する。

## 歴史
- 1881年（明治14年） - 今宿村が、東今宿村と西今宿村に分立する。
- 1889年（明治22年）10月1日 - 西今宿村、上条村、土田村、迫間村が合併し、白鷹村が発足。
- 1906年（明治39年）7月1日 - 甚目寺村、萱津村、春富村、森村、新居屋村、東今宿村が合併し、甚目寺村発足。同日白鷹村は廃止。
- 1919年（大正8年）10月 - 甚目寺村の廻間地区（旧・白鷹村迫間）を西春日井郡清洲町に編入する。
- 1943年（昭和18年）1月1日 - 甚目寺町の土田・上条地区（旧・白鷹村土田・上条）を清洲町に編入する。

## 教育
- 上條尋常小学校
1910年に甚目寺尋常小学校（現・あま市立甚目寺小学校）に統合され、甚目寺尋常小学校上條仮教場。1921年に上條仮教場から上條尋常小学校になったが、1925年に甚目寺尋常小学校と再度合併。